# شركة المحاريث والهندسة
شركة المحاريث والهندسة هي شركة مساهمة حكومية مصرية تابعة للشركة القابضة للصناعات الكيماوية إحدى شركات وزارة قطاع الأعمال العام، أنشأت في سبتمبر 1929 تحت اسم «الشركة المساهمة للمحاريث والهندسة»، تعمل في مجال إنتاج آلات زراعية، استيراد وبيع المعدات الميكانيكية والكهربائية والمعدنية، وأعمال المقاولات الهندسية، وتمتلك الشركة 33 فرع في أنحاء الجمهورية.

## وصلات خارجية
- الموقع الرسمي للشركة.